# Jeong Dong-yun
Đây là một tên người Triều Tiên, họ là Jeong.
Jeong Dong-yun (tiếng Hàn: 정동윤; sinh ngày 3 tháng 4 năm 1994) là một cầu thủ bóng đá Hàn Quốc thi đấu ở vị trí hậu vệ cho Gwangju FC ở K League Classic.

## Sự nghiệp
Anh gia nhập đội bóng tại K League Classic Gwangju FC vào tháng 1 năm 2016.